# Geraldine (Montana)
Geraldine – miasto w Stanach Zjednoczonych, w stanie Montana, w hrabstwie Chouteau.